# Mycetoporus glaber
Mycetoporus glaber är en skalbaggsart som först beskrevs av Sperk 1835.  Mycetoporus glaber ingår i släktet Mycetoporus, och familjen kortvingar. Arten är reproducerande i Sverige.